# Cantone di Saint-Saulge
Il Cantone di Saint-Saulge era una divisione amministrativa dell'arrondissement di Nevers.
È stato soppresso a seguito della riforma complessiva dei cantoni del 2014, che è entrata in vigore con le elezioni dipartimentali del 2015.
Comprendeva i comuni di:
- Bona
- Crux-la-Ville
- Jailly
- Montapas
- Rouy
- Saint-Benin-des-Bois
- Sainte-Marie
- Saint-Franchy
- Saint-Maurice
- Saint-Saulge
- Saxi-Bourdon